# リンデンホールスクール中高学部
リンデンホールスクール中高学部（リンデンホールスクールちゅうこうがくぶ）は、福岡県筑紫野市二日市北三丁目にある私立中等教育学校。リンデンホールスクール小学部と共に小中高一貫教育を実施する。国際バカロレア認定校。設置者は学校法人都築育英学園。

## 概要
国語以外の授業は、すべて英語で行うというイマージョン教育（イマージョンプログラム）を取り入れている。これは、語学教育の手法の一つで、英語を外国語として教えるのではなく、英語ですべてを教える。学習活動の中で、自ずと英語が身についていくというもので、実践校としては、他に静岡県の加藤学園暁秀初等学校・加藤学園暁秀中学校・高等学校、長野県木曽郡の王滝村立王滝小中学校などが知られている。
校名に「中高学部」を付しているが、中学校・高等学校ではない。
特別顧問に江崎玲於奈、特別講師に広中平祐がいる。

### 校名の由来
リンデンバウム（リンデンの木：菩提樹）から来ており、「知的で尊敬される挑戦」を表し、アメリカ合衆国ペンシルベニア州リティッズ市に 1746年に創設された学校に由来する。

## 沿革
- 2010年4月 - 福岡県の私学では最初の中等教育学校として開校（福岡県内では福岡県立輝翔館中等教育学校に続いて2校目の中等教育学校となる）
- 2013年10月4日 - 中高学部が国際バカロレア認定校として正式認定される（九州・四国地域の一条校として初）

## 交通
- 西鉄天神大牟田線西鉄二日市駅より自動車で2分